# Winesburg (Ohio)
Winesburg é um lugar designado pelo censo localizado no condado de Holmes no estado estadounidense de Ohio. No Censo de 2010 tinha uma população de 352 habitantes e uma densidade populacional de 215,73 pessoas por km².

## Geografia
Winesburg encontra-se localizado nas coordenadas 40° 37′ 03″ N, 81° 41′ 41″ O. Segundo o Departamento do Censo dos Estados Unidos, Winesburg tem uma superfície total de 1.63 km², da qual 1.62 km² correspondem a terra firme e (0.48%) 0.01 km² é água.

## Demografia
Segundo o censo de 2010, tinha 352 pessoas residindo em Winesburg. A densidade populacional era de 215,73 hab./km². Dos 352 habitantes, Winesburg estava composto pelo 100% brancos, 0% eram afroamericanos, 0% eram amerindios, 0% eram asiáticos, 0% eram insulares do Pacífico, 0% eram de outras raças e 0% pertenciam a duas ou mais raças. Do total da população 0% eram hispanos ou latinos de qualquer raça.